# Siwat Chotchaicharin
Siwat Chotchaicharin (tiếng Thái: ศิวัฒน์ โชติชัยชรินทร์, phiên âm: Si-vát Chót-chai-cha-rin, sinh ngày 27 tháng 1 năm 1982) còn có nghệ danh là Cee (ซี) là một diễn viên, ca sĩ người Thái Lan. Anh từng là diễn viên độc quyền cho Đài Channel 7 (CH7) Thái Lan. Anh theo học Đại học Assumption (Thái Lan), lấy bằng Cử nhân Quản trị Kinh doanh. Anh thủ vai Fon Luang, vai diễn chính nhạc kịch Klaikangwol: Musical On The Beach. Anh từng góp mặt 33 phim truyền hình của Đài CH7 và trở thành diễn viên tự do đầu 2019. Anh kết hôn với nữ diễn viên Amika Klinprathum - cũng là diễn viên của CH7.

## Các bộ phim đã từng tham gia

### Phim điện ảnh
| Năm  | Phim           | Vai | Đóng với                                      |
| ---- | -------------- | --- | --------------------------------------------- |
| 2005 | Hồn ma Mae Nak | Mak | Pataratida Patcharawirapong & Porntip Papanai |

### Phim truyền hình
| Năm  | Phim                                    | Tên tiếng Việt                        | Vai                            | Đóng với                                           | Đài   |
| ---- | --------------------------------------- | ------------------------------------- | ------------------------------ | -------------------------------------------------- | ----- |
| 2003 | Supabaroot Luke Pu Chai                 |                                       | Bo                             | Martika Atthakornsiripo                            | CH7   |
| 2003 | Benja Keta Kwarm Ruk                    |                                       | Saifa                          | Atima Thanaseniwat                                 | CH7   |
| 2004 | Langkhaa Dang                           |                                       | Santhat                        | Danuporn Punnakun & Chiranan Manochaem             | CH7   |
| 2004 | Oun I Ruk                               |                                       | Kimhan / "Kim"                 | Pataratida Patcharawirapong                        | CH7   |
| 2004 | Rak Sud Kouw                            |                                       | Kongpope / "Kong"              | Thikumporn Rittapinun                              | CH7   |
| 2005 | Mae Khun Toon Hua                       |                                       | Nat                            | Usamanee Vaithayanon                               | CH7   |
| 2005 | Look Mai Lhak See                       | Sợi ren đa sắc                        | Chanokchon / "Chon"            | Amika Klinprathum                                  | CH7   |
| 2006 | Rak Tid Lob                             |                                       | Tawin                          | Warattaya Nilkuha                                  | CH7   |
| 2006 | Sai Lom Gub Sam Rouw                    |                                       | Rongkla / "Kla"                | Thikumporn Rittapinun                              | CH7   |
| 2006 | Pin Mook                                |                                       | Atiya                          | Patcharapa Chaichua                                | CH7   |
| 2007 | Khao Ha Wa Noo Pen Jao Ying             |                                       | Nai Than                       | Martika Atthakornsiripo                            | CH7   |
| 2007 | Nong Miew Kiew Petch                    |                                       | Sila                           | Savika Chaiyadej                                   | CH7   |
| 2007 | Pieng Peun Fah                          |                                       | Danny                          | Thikumporn Rittapinun                              | CH7   |
| 2008 | Pleng Din Klin Dao                      |                                       | Pathapee                       | Woranuch Wongsawan                                 | CH7   |
| 2008 | Rae Rai Look Sao Pa                     |                                       | Tawan                          | Alexandra Thidavanh Bounxouei                      | CH7   |
| 2008 | Kom Faek                                | Hành trình đi tìm tình yêu và công lý | Plerng Gumpanard               | Thikumporn Rittapinun                              | CH7   |
| 2008 | Koo Pbuan Olawon                        |                                       | Suphasit                       | Pataratida Patcharawirapong                        | CH7   |
| 2009 | Rook Kard                               |                                       | Plerng Gumpanard               | Thikumporn Rittapinun                              | CH7   |
| 2010 | Pleng Rak Talay Taii                    |                                       | Nakorn                         | Punyaporn Pongpipat                                | CH7   |
| 2010 | Sawan Saang                             | Thiên đường tuổi trẻ                  | Nakrop                         | Peechaya Wattanamontree                            | CH7   |
| 2010 | Khun Mor Mor 3                          |                                       | Tan Chaiyuth / Nai Yuth        | Morakot Kittisara                                  | CH7   |
| 2011 | Bo Bay                                  |                                       | Piak                           | Usamanee Vaithayanon                               | CH7   |
| 2011 | Lily See Kularb                         |                                       | Nop                            | Akumsiri Suwannasuk                                | CH7   |
| 2011 | Nam                                     |                                       | สิน                             | Peechaya Wattanamontree & Wongsakorn Poramathakorn | CH7   |
| 2012 | Doot Tawan Dang Pupah                   |                                       | Tai Thanthoranee               | Natasha Nuanjam                                    | CH7   |
| 2013 | Khun Chai Lieng Moo Khun Noo Lieng Gae  | Mối hận phải trả                      | Phuwanai                       | Praiya Soandokmai                                  | CH7   |
| 2014 | Payu Taewada                            | Cơn bão thiên thần                    | Tewa                           | Thikumporn Rittapinun                              | CH7   |
| 2014 | Neth Nakarat                            | Đôi mắt thần xà                       | Atsawin / "Win"                | Chiranan Manochaem                                 | CH7   |
| 2015 | Khon La Lok                             | Thế giới ngầm                         | Tibet                          | Praiya Soandokmai                                  | CH7   |
| 2016 | Khun Krating                            | Tái sinh                              | Mahachat & Krating             | Pimpawee Kograbin                                  | CH7   |
| 2016 | ต้นน้ำของแผ่นดิน                            |                                       | ร้อยตรี พนาดร ปิติโชค              | Raknapak Wongtanatat                               | CH5   |
| 2016 | Tai Rom Pra Baramee: Jong Ruk Phakdee   |                                       | นพ                             | Karnklao Duaysienklao                              | CH7   |
| 2017 | Wang Nang Hong                          | Hồn ma nàng vũ ưu                     | Danu / Payatanarakratchapakdee | Tussaneeya Karnsomnut                              | CH7   |
| 2018 | Lep Krut                                | Nội gián                              | Kom Sarakupt / Cheep Chuchai   | Chiranan Manochaem                                 | CH7   |
| 2019 | Club Friday The Series 11: Ruk Seum Sao | Trầm cảm                              | Chin                           | Woranuch Wongsawan                                 | GMM25 |
| 2019 | Kaew Khon Lek                           | Lời hứa vĩnh hằng                     | Luang Mekhin                   | Nuengthida Sophon                                  | OneHD |

## Sự nghiệp âm nhạc
- OST: Supaburoot Look Pu Chai: Sub song "Kai Dai Rub Roo"
- OST Album: Benja Keta Kwarm Ruk (Melody of Love): [Released: ngày 2 tháng 12 năm 2003]
- OST: Hemraj; Ending Theme "Prom Likit"
- OST: Khan Kluay
- OST: Khao Ha Wa Noo pen Jao Ying; Ending Theme "Tao Rai Teung Ja Por"
- OST: Pleng Din Klin Dao: [Release: ngày 19 tháng 3 năm 2008]
- OST: Ray Rai Louk Sao Pa: [Release: ngày 9 tháng 4 năm 2008]
- OST:(Boys Over Flowers part 2) Making a Lover (Thai version) [Release: 2009]
- OST: Pleng Rak Talay Taii [2010]
- OST: Soot Rak Gub Duk Hua Jai: Ending Theme " Glub Ma Rak Gun Mun Derm"
- OST: Khun Mor Mor 3 [2010]
- OST: Bo Bay [2011]
- OST: Lily See Kularb [2011]
- OST: Khun Chai Lieng Moo Khun Noo Lieng Gae [2013]
- OST: Wang Nang Hong [2017]

## Quảng cáo
- GSM 1800
- Honda
- Lux
- Protex Aloe
- Turbo
- Lux 2010

## Nhạc kịch
- Suntaraporn The Musical - with Zani AF6 (Ch.7 2011 - 2012)